# 恩德斯 (內布拉斯加州)
恩德斯（英語：Enders）是位於美國內布拉斯加州蔡斯縣的普查規定居民點。

## 歷史
恩德斯的郵局自1890年營運至今。

## 人口
根據2020年美國人口普查的數據，恩德斯的面積為0.34平方千米，皆為陸地。當地共有人口37人，而人口密度為每平方千米108.82人。